# Acanalonia planata
Acanalonia planata är en insektsart som beskrevs av Ball 1933. Acanalonia planata ingår i släktet Acanalonia och familjen Acanaloniidae. Inga underarter finns listade i Catalogue of Life.